# Natiia Pantsulaia
Natiia Pantuslaia (en ucraniano: Натія Панцулая; Ucrania; 28 de diciembre de 1991) es una futbolista ucraniana. Juega como Defensa o Centrocampista Defensiva y su equipo actual es el ALG Spor de la Primera División Femenina de Turquía. Es internacional absoluta con la Selección de Ucrania desde 2017. Ha ganado una Copa de Ucrania.

## Trayectoria
Pantsulaia empezó a jugar a nivel competitivo en el Rodyna-Litsey Kostopil en 2008, donde jugó varios partidos y fue expulsada en una ocasión. En 2009 volvió a jugar varios partidos de liga, quedando du equipo en quinta posición de la liga. En Copa jugó en el único partido que disputaron, cayendo ante el FK Zhytlobud – 1. En 2010 jugó 10 de los 13 partidos del campeonato, marcó dos goles, y fue expulsada en el último encuentro por doble amonestación. En la Copa volvieron a caer en la primera fase, esta vez ante el Ilyichevka. En 2011 jugó otros 10 partidos, marcando 4 goles, y el equipo concluyó la liga en cuarta posición. En Copa cayeron en primera ronda ante el FK Zhytlobud – 1. En 2012 jugó otros 11 partidos, marcando dos goles y terminando en quinta posición en la liga.
En 2014 jugó para el Ucrania Ternopil con el que debutó el 18 de mayo con victoria por 2-1, y ascendió de la segunda a la primera división el 12 de octubre al vencer al Spartak-Orion por 4-2, con dos goles suyos. Dos días después perdieron la final del campeonato ante el Nika. En 2015 jugó los 11 primeros partidos de liga, y marcó 4 goles, pero fue expulsada en la jornada 11 y no jugó los tres partidos restantes de la competición. El equipo quedó en séptima posición de ocho equipos.
En 2016 fichó por el FK Zhytlobud – 1, campeón de las últimas cinco ligas. Debutó el 22 de abril de 2016 empatando a un gol ante el Lehenda. A partir de ahí irían ganando todos los partidos a excepción del que les enfrentó al Zhytlobud-2 con el que empataron a un gol. El Zhytlobud-2 ganó todos sus encuentros y llegaron a la última jornada de liga con dos puntos de ventaja sobre el Zhytlobud-1 que debía ganarles para poder ganar el campeonato. El partido concluyó con empate a 2 acabando con cinco años de dominio nacional del Zhytlobud-1. Pantsulaia jugó 11 encuentros de liga. Ese año ganaron la Copa de Ucrania, en a que Pantsulaia jugó los 3 partidos. Debutó el 23 de agosto en la Liga de Campeones con victoria por 2-0 ante el Rīgas FS, quedando terceras y eliminadas en la fase de grupos. En 2017 se adaptó el formato de competición al calendario europeo y se disputó una liga corta en la que el Zhytlobud – 1 volvió a quedar segundo tras el Zhytlobud – 2 y en la que jugó 7 partidos.
En verano de 2017 pasó a formar parte del Lehenda. Debutó el 18 de agosto con una victoria por 0-3 sobre el Zlagoda-Dnepr-1. Jugó 11 encuentros de liga y marcó un gol, quedando terceras en la liga. En Copa marcó un gol en la semifinal, que acabó con empate a 2 ante el Yatran y tuvo que ser decidida por penaltis, en los que ganaron por 4-2 y Pantsulaia transformó el tercer lanzamiento para su equipo. En la final cayeron por 8-0 ante su exequipo.
En 2018 fichó por el equipo turco recién ascendido ALG Spor, del que fue nombrada capitana del equipo. Disputó 17 de los 19 encuentros de liga, quedando subcampeonas de la liga turca.
El 14 de julio de 2019 fichó por el Atlético de Madrid, que destacó su juego aéreo y sus capacidades físicas y  defensivas. Tras no haber disputado ningún partido oficial, el 2 de diciembre de 2019 llegó a un acuerdo con el Atlético de Madrid para rescindir su contrato y regresó al ALG Spor.

## Selección nacional
Debutó con la Selección Sub-19 con 15 años el 12 de octubre de 2007 en un amostoso contra Bielorrusia. En invierno 2009 participó en un torneo amistoso preparatorio para la Ronda Élite del Campeonato Europeo de 2009, en la que no pudo participar debido a una lesión. El 19 de septiembre de 2009 jugó su primer partido oficial en la primera fase de clasificación para el Campeonato Europeo de 2010 contra la selección de Chipre, con victoria por 2-0. Disputó un total de 5 partidos en la categoría. En primavera de 2010 jugó la Ronda Élite. Se perdió el primer partido y jugó los dos restantes. Ucrania quedó eliminada y no pudo participar en la fase Final.
En 2015 fue llamada por primera vez para participar en un campo de entrenamiento de la Selección Absoluta. En 2016 fue convocada por primera vez para un amistoso en el que no llegó a jugar y volvió a participar en otro campo de entrenamiento. En enero de 2017 fue convocada para participar en el Torneo Internacional de Fútbol Femenino CFA, debutando con la Selección el 19 de enero contra Birmania al sustituir a Olga Basanska. Volvió a jugar varios amistosos ese año, marcando un gol ante Bielorrusia el 19 de octubre de 2017.
Debutó en partido oficial el 24 de noviembre de 2017 en partido válido para la clasificación del Mundial en Balmazújváros, sustituyendo a Olha Boychenko en el minuto 67, con victoria por 0-1 ante Hungría. Disputó tres partidos más de la fase de clasificación y quedaron en tercera posición, por lo que no pudieron participar en la fase final.
En febrero de 2018 jugó todos los partidos de la Copa Turquía como suplente, en la que Ucrania logró el tercer puesto. Tras la no clasificación para el Mundial Ucrania cambió de seleccionador. La nueva seleciconadora, Natalia Zinchenko, siguió contando con ella y fue convocada para el primer campo de entrenamiento y en los primeros amistosos contra Kosovo y Portugal. En febrero de 2019 participó en el Croacia Women Cup, jugando 3 partidos y logrando el tercer puesto.
Participó en la fase de clasificación de la Eurocopa 2021, siendo titular en el primer encuentro ante Alemania, en el que cayeron derrotadas por 8-0. El 11 de noviembre marcó su segundo gol internacional gol en un amistoso contra Turquía.

## Estadísticas

### Clubes
Actualizado al último partido jugado el 12 de mayo de 2019.
| Club | Div.          | Temporada     | Liga  | Liga  | Liga   | Copas nacionales(1) | Copas nacionales(1) | Copas nacionales(1) | Copas internacionales(2) | Copas internacionales(2) | Copas internacionales(2) | Total | Total | Total  | Media goleadora(3) |
| Club | Div.          | Temporada     | Part. | Goles | Asist. | Part.               | Goles               | Asist.              | Part.                    | Goles                    | Asist.                   | Part. | Goles | Asist. | Media goleadora(3) |
| --- | ------------- | ------------- | ----- | ----- | ------ | ------------------- | ------------------- | ------------------- | ------------------------ | ------------------------ | ------------------------ | ----- | ----- | ------ | ------------------ |
| Rodyna-Litsey Kostopil · Ucrania | 1.ª Div.      | 2008          | 3+    | 0     |        | 0                   | 0                   |                     | -                        | -                        | -                        | 3+    | 0     |        | 0,00               |
| Rodyna-Litsey Kostopil · Ucrania | 1.ª Div.      | 2009          | 3+    | 0     |        | 1                   | 0                   |                     | -                        | -                        | -                        | 3+    | 0     |        | 0,00               |
| Rodyna-Litsey Kostopil · Ucrania | 1.ª Div.      | 2010          | 10    | 2     |        | 1                   | 0                   |                     | -                        | -                        | -                        | 11    | 2     |        | 0,18               |
| Rodyna-Litsey Kostopil · Ucrania | 1.ª Div.      | 2011          | 10    | 4     |        | 1                   | 0                   |                     | -                        | -                        | -                        | 11    | 4     |        | 0,36               |
| Rodyna-Litsey Kostopil · Ucrania | 1.ª Div.      | 2012          | 11    | 2     |        | 0                   | 0                   |                     | -                        | -                        | -                        | 11    | 2     |        | 0,18               |
| Rodyna-Litsey Kostopil · Ucrania | Total club    | Total club    | 37+   | 8     |        | 3                   | 0                   |                     | 0                        | 0                        | 0                        | 40+   | 8     |        | 0,20               |
| Ucrania Ternopil · Ucrania | 2.ª Div.      | 2014          | 7     | 4     |        | -                   | -                   |                     | -                        | -                        | -                        |       |       |        |                    |
| Ucrania Ternopil · Ucrania | 1.ª Div.      | 2015          | 11    | 4     |        | 0                   | 0                   |                     | -                        | -                        | -                        |       |       |        |                    |
| Ucrania Ternopil · Ucrania | Total club    | Total club    | 18    | 8     |        | 0                   | 0                   |                     | 0                        | 0                        | 0                        | 18    | 8     |        | 0,44               |
| FK Zhytlobud – 1 · Ucrania | 1.ª Div.      | 2016          | 11    | 0     |        | 3                   | 0                   |                     | 3                        | 0                        | 0                        | 17    | 0     |        | 0,00               |
| FK Zhytlobud – 1 · Ucrania | 1.ª Div.      | 2017          | 7     | 2     |        | -                   | -                   |                     | -                        | -                        | -                        | 7     | 2     |        | 0,28               |
| FK Zhytlobud – 1 · Ucrania | Total club    | Total club    | 18    | 2     |        | 3                   | 0                   |                     | 3                        | 0                        | 0                        | 24    | 2     |        | 0,08               |
| Lehenda · Ucrania | 1.ª Div.      | 2017-18       | 11    | 1     |        | 2                   | 1                   |                     | -                        | -                        | -                        | 13    | 2     |        | 0,15               |
| Lehenda · Ucrania | Total club    | Total club    | 11    | 1     |        | 2                   | 1                   |                     | 0                        | 0                        | 0                        | 13    | 2     |        | 0,15               |
| ALG Spor Turquía | 1.ª Div.      | 2018-19       | 17    | 0     |        | -                   | -                   | -                   | -                        | -                        | -                        | 17    | 0     |        | 0,00               |
| ALG Spor Turquía | Total club    | Total club    | 17    | 0     |        | 0                   | 0                   | 0                   | 0                        | 0                        | 0                        | 17    | 0     |        | 0,00               |
| Atlético de Madrid · España | 1.ª           | 2019-20       | 0     | 0     | 0      | 0                   | 0                   | 0                   | 0                        | 0                        | 0                        | 0     | 0     | 0      | 0,00               |
| Atlético de Madrid · España | Total club    | Total club    | 0     | 0     | 0      | 0                   | 0                   | 0                   | 0                        | 0                        | 0                        | 0     | 0     | 0      | 0,00               |
| Total carrera | Total carrera | Total carrera | 101+  | 19+   |        | 8                   | 1                   |                     | 3                        | 0                        | 0                        | 112+  | 20+   |        | 0,18               |
| (1) Incluye datos de [Copa de Ucrania]. (2) Incluye datos de [Liga de Campeones]. (3) No incluye goles en partidos amistosos ni Torneos de Invierno de Ucrania. |               |               |       |       |        |                     |                     |                     |                          |                          |                          |       |       |        |                    |

### Selección
Actualizado al último partido jugado el 11 de noviembre de 2019.
| Selecciones                                                                                                | Año           | Europeo(4) | Europeo(4) | Europeo(4) | Mundial (4) | Mundial (4) | Mundial (4) | Amistosos | Amistosos | Amistosos | Total | Total | Total  | Media goleadora |
| Selecciones                                                                                                | Año           | Part.      | Goles      | Asist.     | Part.       | Goles       | Asist.      | Part.     | Goles     | Asist.    | Part. | Goles | Asist. | Media goleadora |
| --- | ------------- | ---------- | ---------- | ---------- | ----------- | ----------- | ----------- | --------- | --------- | --------- | ----- | ----- | ------ | --------------- |
| Sub-19 · Ucrania                                                                                           | 2007          |            |            |            | -           | -           | -           | 1         | 0         | 0         | 1     | 0     | 0      | 0,00            |
| Sub-19 · Ucrania                                                                                           | 2008          |            |            |            | -           | -           | -           |           |           |           | 0     | 0     | 0      | -               |
| Sub-19 · Ucrania                                                                                           | 2009          | 3          | 0          | 0          | -           | -           | -           | 5         | 0         | 0         | 8     | 0     | 0      | 0,00            |
| Sub-19 · Ucrania                                                                                           | 2010          | 2          | 0          | 0          | -           | -           | -           |           |           |           | 2     | 0     | 0      | 0,00            |
| Sub-19 · Ucrania                                                                                           | Total         | 5          | 0          | 0          | 0           | 0           | 0           | 6         | 0         | 0         | 11    | 0     | 0      | 0,00            |
| Abs · Ucrania                                                                                              | 2017          | 0          | 0          | 0          | 1           | 0           | 0           | 5         | 1         | 0         | 6     | 1     | 0      | 0,17            |
| Abs · Ucrania                                                                                              | 2018          | -          | -          | -          | 3           | 0           | 0           | 4         | 0         | 0         | 7     | 0     | 0      | 0,00            |
| Abs · Ucrania                                                                                              | 2019          | 3          | 0          | 0          | 0           | 0           | 0           | 7         | 1         | 0         | 9     | 0     | 0      | 0,00            |
| Abs · Ucrania                                                                                              | Total         | 3          | 0          | 0          | 4           | 0           | 0           | 17        | 2         | 0         | 23    | 2     | 0      | 0,09            |
| Total carrera                                                                                              | Total carrera | 8          | 0          | 0          | 4           | 0           | 0           | 23        | 2         | 0         | 34    | 2     | 0      | 0,06            |
| (4) Se incluyen partidos en fases clasificatorias, no incluye Torneo de Exentos ni Torneo Desarrollo UEFA. |               |            |            |            |             |             |             |           |           |           |       |       |        |                 |

## Palmarés

### Campeonatos nacionales
| Título          | Club             | País    | Año  |
| --------------- | ---------------- | ------- | ---- |
| Copa de Ucrania | FK Zhytlobud – 1 | Ucrania | 2016 |